# Bell X-16
El Bell X-16 fue un avión a reacción de reconocimiento a gran altitud, diseñado en los Estados Unidos en los años 50 del siglo XX, pero el proyecto fue cancelado en favor del Martin RB-57 Canberra antes de que ningún X-16 fuera completado. La designación X-16 fue una tapadera para intentar ocultar a la Unión Soviética la verdadera naturaleza de la misión del avión, durante la Guerra Fría.

## Desarrollo
Durante la segunda mitad de 1953, Fairchild, Bell, y Martin Aircraft llevaron a cabo estudios de diseño de un avión de reconocimiento a gran altitud, para la Fuerza Aérea de los Estados Unidos, bajo el proyecto MX-2147. Los tres diseños usaban motores Pratt & Whitney J57-19. Los diseños de Bell y Martin (B-57D) fueron elegidos para continuar su desarrollo. El diseño Bell Model 67 fue designado como X-16. Fue completada una maqueta a escala real del X-16 y un avión fue completado parcialmente. Fue diseñado como un avión de reconocimiento de largo alcance y a gran altitud.
El X-16 estaba abriendo nuevos caminos con su diseño. Su ala era larga (35 m) con una alta relación de aspecto (11:9). Era significativamente más ligera y más flexible que las alas de los aviones a reacción comunes. Todo el avión se realizó tan ligero como fue posible para alcanzar su misión de un alcance sin repostar de 4828 km a una altitud de 21183,6 m.
Fueron ordenados un total de 28 aviones, pero ninguno fue completado. El primer X-16 estaba completado alrededor del 80 % cuando el programa fue cancelado por la Fuerza Aérea en favor del Martin RB-57, en 1956. Aunque ningún X-16 fue completado, hizo contribuciones al diseño aeronáutico con su disposición aligerada. También fue una fuerza impulsora del desarrollo del motor a reacción de gran altitud J57, que equiparía más tarde al Lockheed U-2 y otros aviones.

## Variantes
Model 67
Designación interna del fabricante.
X-16
Designación de la Fuerza Aérea estadounidense.

## Especificaciones (X-16, según diseño)

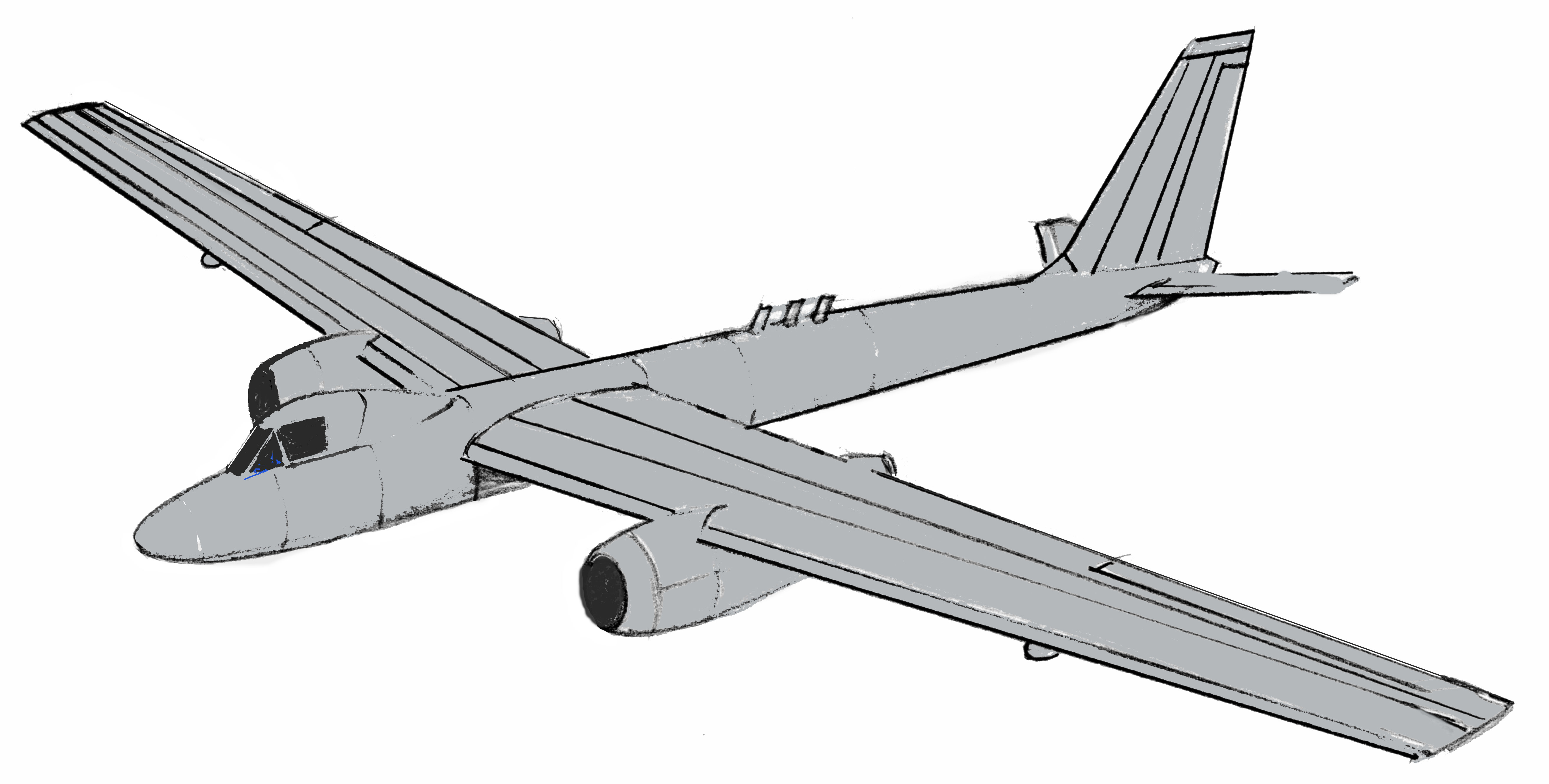
Representación artística.

### Características generales
- Tripulación: Uno.
- Longitud: 18,55 m
- Envergadura: 35 m
- Altura: 5,2 m
- Superficie alar: 102,19 m²
- Peso vacío: 10582 kg
- Peso cargado: 16420 kg
- Planta motriz: 2× turborreactores Pratt & Whitney J57-PW-37A.
  - Potencia: 45,20 kN (10000 lbf) cada uno.

### Rendimiento
- Velocidad nunca excedida (Vne): 885 km/h
- Alcance: 5310 km
- Techo de vuelo: 21900 m (71832 pies)
- Carga alar: 160 kg/m²

### Aeronaves similares
- Lockheed U-2
- Martin RB-57D Canberra
- Northrop N-204
- Yakovlev Yak-25RV

### Secuencias de designación
- Secuencia Numérica (interna de Bell): ← 61 - 65 - 66 - 67 - 68 - 200  - 201 →
- Secuencia X-_ (Aviones eXperimentales estadounidenses, 1948-presente): ← X-13 - X-14 - X-15 - X-16 - X-17 - X-18 - X-19 →

### Listas relacionadas
- Anexo:Aeronaves de la Fuerza Aérea de los Estados Unidos (históricas y actuales)